# Atrichopogon celibatus
Atrichopogon celibatus är en tvåvingeart som beskrevs av Ingram och John William Scott Macfie 1923. Atrichopogon celibatus ingår i släktet Atrichopogon och familjen svidknott. Inga underarter finns listade i Catalogue of Life.